# Trairão
Trairão is een gemeente in de Braziliaanse deelstaat Pará. De gemeente telt 18.084 inwoners (schatting 2015).
In de gemeente ligt een deel van het Nationaal park Amazônia.

## Aangrenzende gemeenten
De gemeente grenst aan Altamira en Itaituba.